# 카이다 유코
카이다 유코(일본어: 甲斐田 裕子 かいだ ゆうこ[*], 1971년 4월 13일 ~ )는 일본의 켄 프로덕션에 소속된 여자 성우다. 카나가와현 출신이고 키는 167cm나 혈액형은 O형이다. 굵은 글씨는 메인 캐릭터다. 남편 이름은 히라사와 토모유키다.

## 작품

### 텔레비전 애니메이션
2014년
- 메카쿠시티 액터즈 (키도 츠보미)

2017년
- 밤은 짧아 걸어 아가씨야 (하누카)

### 극장판 애니메이션
2023년
- 극장판 SPY×FAMILY CODE: White (실비아 셔우드/관리관)

### 게임
2007년
- 파이널 판타지 4(DS) - (로자 파렐, 발바리시아)